# Vicente Lucio Salazar
Vicente Lucio Salazar (Quito, 20 de dezembro de 1832 – Quito, 14 de fevereiro de 1896) foi um político equatoriano. Ocupou o cargo de presidente interino, após a saída de Luis Cordero Crespo, de seu país entre 16 de abril de 1895 e 4 de setembro de 1895.